# Михайловская, Людмила Николаевна
Людми́ла Никола́евна Михайло́вская (до 1959 — Мака́рова; род. 21 ноября 1937, Ленинград) — советская волейболистка, игрок сборной СССР (1960—1970). Олимпийская чемпионка 1968, двукратная чемпионка мира (1960 и 1970), чемпионка Европы 1963, чемпионка СССР 1959. Заслуженный мастер спорта СССР (1968). Игровая функция — связующая.

## Биография
Начала заниматься волейболом в Ленинграде. Первый тренер — А. С. Пономарёва. Выступала за ленинградские команды «Медик»/ СКИФ/ «Буревестник» (1954—1974) и «Экран» (1976—1977). В составе «Буревестника» трижды становилась призёром чемпионатов СССР и один раз обладательницей Кубка СССР. В составе сборной Ленинграда стала чемпионкой (1959) и двукратным серебряным призёром Спартакиад народов СССР (в 1959 и 1963 — одновременно чемпионкой и призёром первенств СССР).
В 1961 и 1965 годах в составе студенческой сборной СССР становилась победительницей Всемирных Универсиад.
В национальной сборной СССР в официальных соревнованиях выступала в 1960—1970 годах. В её составе: олимпийская чемпионка 1968, двукратная чемпионка мира (1960 и 1970), серебряный призёр мирового первенства 1962, чемпионка Европы 1963.
После завершения спортивной карьеры работала преподавателем физвоспитания.

## Достижения

### Клубные
- серебряный призёр чемпионата СССР 1969;
  - двукратный бронзовый призёр чемпионатов СССР — 1961, 1968;
- победитель розыгрыша Кубка СССР 1973.

### Со сборными
- Олимпийская чемпионка 1968
- двукратная чемпионка мира — чемпионка мира 1960, чемпионка мира 1970;
  - серебряный призёр чемпионата мира 1962;
- чемпионка Европы 1963;
- двукратная чемпионка Всемирных Универсиад в составе студенческой сборной СССР — 1961, 1965;
- победитель Спартакиады народов СССР и чемпионата СССР 1959 в составе сборной Ленинграда;
  - двукратный серебряный призёр Спартакиад народов СССР в составе сборной Ленинграда — 1963, 1971 (в 1963 одновременно серебряный призёр чемпионата СССР).

## Награды и звания
- Заслуженный мастер спорта СССР (1968);
- Орден «Знак Почёта»;
- Почётный знак ОКР «За заслуги в развитии олимпийского движения России» (2003);
- Почётный знак ВФВ «За заслуги в развитии волейбола в России» (2007).

## Источник
- Волейбол. Энциклопедия/Сост. В. Л. Свиридов, О. С. Чехов. — Томск: Компания «Янсон», 2001.